# Publius Nonius Asprenas Caesius Cassianus
Publius Nonius Asprenas Caesius Cassianus war ein im 1. Jahrhundert n. Chr. lebender römischer Politiker.
Von der Laufbahn des Cassianus sind nur zwei Stationen bekannt. Durch eine unvollständig erhaltene Inschrift ist belegt, dass er Statthalter (Legatus pro praetore) in der Provinz Cilicia war; er war vermutlich in den Amtsjahren 72/73 bis 73/74 Statthalter. Wahrscheinlich erreichte er kurz nach seiner Rückkehr, im Jahr 74 oder 75, in Rom einen Suffektkonsulat. Durch eine weitere Inschrift in griechischer Sprache ist belegt, dass er Statthalter (Proconsul) in der Provinz Asia war; er war vermutlich im Amtsjahr 86/87 Statthalter.

## Datierung
Bernard Rémy datiert die einzelnen Stationen seiner Laufbahn wie folgt: Statthalter in Cilicia in den Amtsjahren 72/73 bis 73/74, Suffektkonsul 74 oder 75 und Statthalter in Asia im Amtsjahr 86/87.
Werner Eck datiert die Laufbahn wie folgt: Statthalter in Cilicia in den Amtsjahren 72/73 bis 73/74, Suffektkonsul möglicherweise 74 und Statthalter in Asia im Amtsjahr 86/87. Asprenas hat ebenso wie Gaius Vettulenus Civica Cerealis an der Abgrenzung des Landes, das dem Artemistempel in Ephesus gehörte, mitgewirkt. Die beiden Statthalter folgen daher zeitlich eng aufeinander, am ehesten Asprenas vor Civica; die umgekehrte Reihenfolge ist aber nicht ausgeschlossen (Werner Eck S. 312 Anm. 129).